# Brandeln (Friesenried)
Brandeln ist ein Gemeindeteil von Friesenried im schwäbischen Landkreis Ostallgäu in Bayern. Der Weiler liegt etwa zwei Kilometer östlich von Friesenried und ist über die Staatsstraße 2055 zu erreichen.

## Baudenkmäler
- Bildstock